# Odory z oczyszczalni ścieków komunalnych

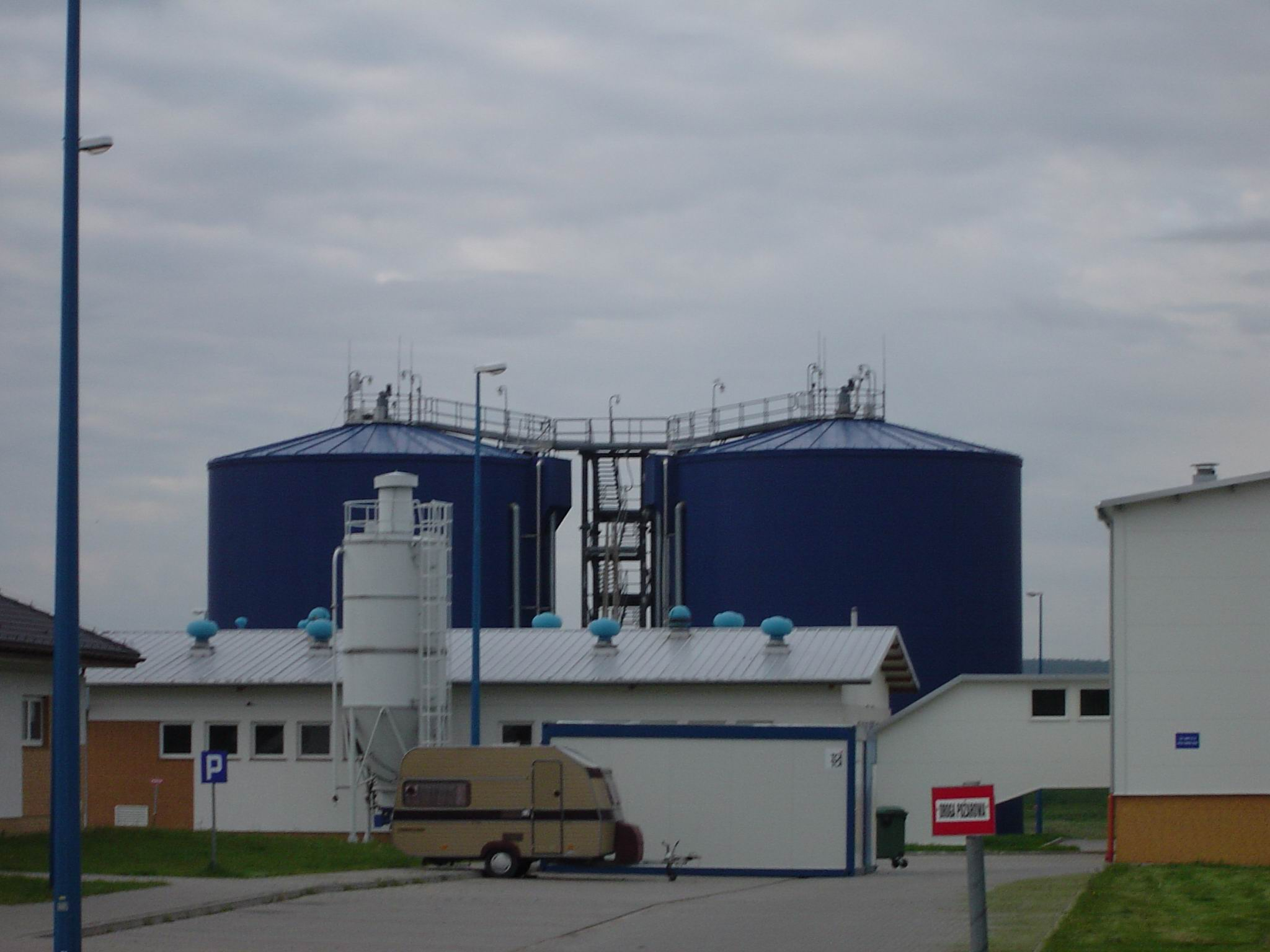
Oczyszczalnia ścieków
w Nowej Wsi

Odory z oczyszczalni ścieków komunalnych – pojęcie stosowane w odniesieniu do poszczególnych nieprzyjemnie pachnących związków chemicznych, emitowanych z poszczególnych części instalacji do oczyszczania ścieków, albo w odniesieniu do mieszanin wszystkich wonnych związków (odorantów), których ilość jest określana olfaktometrycznie. Emisję zapachową (ilość emitowanych odorów) wyraża się w jednostkach zapachowych emitowanych w jednostce czasu. Określenie wartości emisji zapachowej i wskaźników emisji zapachowej, odniesionych np. do jednostkowej ilości oczyszczanych ścieków lub jednostki powierzchni odstojnika ścieków (osadnika), umożliwia obliczanie zasięgu ponadnormatywnej uciążliwości zapachowej w otoczeniu oczyszczalni. Obliczenia są wykonywane metodami matematycznego modelowania procesu rozprzestrzeniania się odorantów.

## Procesy biodegradacji biomasy
| Substancja                   | Stężenie           | Próg wyczuwalności   | Stężenie zapachowe    |
| –                            | c [ppm]            | cth [ppm]            | cod [ou/m3] = c / cth |
| siarkowodór                  | 1,1·10−3–0,78      | a) 0,008 b) 0,018    | 0,09–65               |
| metanotiol                   | 1,0·10−3–0,55      | a) 0,002 b) 0,001    | 0,07–393              |
| etanotiol                    | 1,6·10−5–7,4·10−2  | a) 0,00076 b) 0,0011 | 0,011–85              |
| n-propanotiol                | 7,5·10−5–1,6·10 −3 | a) – b) 0,001        | 0,075–1,6             |
| n-butanotiol                 | 8,2·10−4–6·10 −3   | a) 0,00097 b) 0,0014 | 0,68–5                |
| sulfid dimetylowy            | 1,5·10 −3–2·10 −2  | a) 0,0023 b) 0,0023  | 0,65–8,7              |
| sulfid dietylowy             | 2,5·10−4–6·10−4    | a) – b) 0,004        | 0,063–0,15            |
| disulfid dietylowy           | 5,4·10−5           | a) – b) 0,00043      | 0,013                 |
| amoniak                      | 1,9·10−2–5,5       | a) 5,2 b) 5,75       | 0,003–1,0             |
| metyloamina                  | 3,3                | a) 3,2 b) 0,02       | 13,2                  |
| trimetyloamina               | 1,7                | a) 0,00044 b) 0,002  | 1810                  |
| pirydyna                     | 1,3·10−2–0,82      | a) 0,17 b) 0,084     | 0,11–6,8              |
| indol                        | brak danych        | a) – b) 0,000032     | (?)                   |
| skatol                       | 7,5·10−8–1,9·10−2  | a) – b) 0,000565     | 10−4–33,6             |
| acetamid (etanoamid)         | brak danych        | a) – b) 60           | brak danych           |
| kwas masłowy (butanowy)      | 2,8 10−4–5,6·10−4  | a) – b) 0,004        | 0,07–0,14             |
| kwas walerianowy (pentanowy) | 6·10−4             | a) – b) 0,005        | 0,12                  |
| fenol                        | 4,7·10−2–0,65      | a) 0,04 b) 0,109     | 0,71–9,9              |
| p-krezol                     | 4,7·10−4           | a) – b) 0,0018       | 0,26                  |

Oczyszczalnie ścieków należą do grupy instalacji, których zapachowa uciążliwość dla mieszkańców otoczenia jest największa. Świadczą o tym np. wyniki analiz liczby skarg wpływających do różnych urzędów. Poza oczyszczalniami ścieków w tej grupie znajdują się np. składowiska odpadów komunalnych, kompostownie, fermy hodowlane i zakłady przetwarzające odpady (np. rybne i mięsno−kostne). W wymienionych obiektach odory powstają wskutek naturalnych procesów biodegradacji biomasy (roślinnej i zwierzęcej), np. rozkład białek.
Produktami rozkładu biomasy są wieloskładnikowe mieszaniny zanieczyszczeń powietrza (odorantów i związków bezwonnych). Są to mieszaniny związków chemicznych, które mają różne właściwości zapachowe, np.:
- rodzaj zapachu
- wysokość progu węchowej wyczuwalności
- szybkość zmian intensywności zapachu wraz ze zmianami stężenia (współczynniki w równaniach psychofizycznych)

Od wymienionych cech substancji zależy stopień odczuwanej uciążliwości, związany z siłą i rodzajem zapachu.
Zanieczyszczone powietrze zawiera dwutlenek węgla, wodór, metan oraz takie związki, jak np.:
- związki siarki (zapach zepsutych jaj, cebuli, czosnku, zgniłej kapusty), np. siarkowodór, tiole (merkaptany), sulfidy (np. sulfid dimetylowy, DMS, disulfidy (np. dimetylowy i dietylowy) i inne związki siarkoorganiczne
- związki azotu, np. amoniak, aminy (zapach amoniaku lub rybi, np. trimetyloamina), dwuaminy (np. kadaweryna i putrescyna, tzw. ”jady trupie”),
- związki tlenu, o bardzo zróżnicowanych progach wyczuwalności, np. alkohole, aldehydy, ketony, estry, kwasy tłuszczowe.

Rodzaj i ilość odorantów, uwalnianych do powietrza, zależy od rodzaju rozkładającej się biomasy i od etapu i warunków biodegradacji. W suchej słomie zbóż zawartość azotu, związanego np. w formie białek, aminokwasów, kwasów nukleinowych, wynosi np. 0,4–0,8%, w roślinach motylkowych – 1,5–3,5%, w odchodach kurzych – 1,6%, w mączce kostnej – 4%,  w odpadkach z fabryk jedwabiu naturalnego – ok. 12%. Ogólna zawartość siarki w biomasie jest dużo mniejsza, ponieważ tylko nieliczne aminokwasy zawierają siarkę (cystyna, cysteina, metionina). Mimo to zapach związków siarki może w istotnym stopniu wpływać na zapach mieszaniny produktów biodegradacji biomasy, ze względu na bardzo niskie progi węchowej wyczuwalności.
Odoranty o nieprzyjemnym zapachu i niskich progach jego wyczuwalności powstają przede wszystkim w warunkach beztlenowych, pod wpływem bakterii anaerobowych.

## Olfaktometryczne oceny emisji zapachowej
Zapachu mieszaniny powstających związków nie można przewidzieć na podstawie wyników chemicznej analizy jakościowej i ilościowej. W czasie wydawania pozwoleń zintegrowanych na prowadzenia działalności w danym miejscu bierze się pod uwagę wyniki olfaktometrycznych pomiarów emisji zapachowej (np. wskaźniki emisji zapachowej z podobnych instalacji) oraz sposób zagospodarowania terenu otoczenia inwestycji i oceny zapachowej jakości powietrza (np. opinie mieszkańców i wyniki pomiarów terenowych), np. skalowania intensywności zapachu.
Pomiary emisji ze źródeł zorganizowanych są wykonywane metodą olfaktometrii dynamicznej, zgodnie z normą europejską PN–EN 13725. W normie podano również, w formie załącznika informacyjnego, zalecenia dotyczące sposobów pobierania próbek ze źródeł powierzchniowych, np. odkrytych odstojników lub składowisk osadów.
Na podstawie badań uciążliwości 226 miejskich biologicznych oczyszczalni ścieków, wykonanych w latach 80. XX w. (D. Eitner, 1984), stwierdzono, że uciążliwość jest spowodowana najczęściej emisjami ze strefy dopływu ścieków i wstępnego oczyszczania oraz stref obróbki osadów. W ostatniej strefie stężenie zapachowe osiągało wartość 106 ou/m³.
Kilkuletnie olfaktometryczne badania emisji z jednostkowych powierzchni ścieków w różnych fazach oczyszczania (ouE/m2/s, zob. wskaźniki emisji zapachowej) wykonano w latach 2006, 2007 i 2012/2013 w Hogsmill Sewage Treatment Works w związku z tworzeniem planów rozwoju Hogsmill Valley. Program został zrealizowany przez Odournet UK Ltd (Bradford on Avon) na zamówienie Royal London Borough of Kingston. Wyniki pomiarów wykorzystano w czasie modelowania rozprzestrzeniania się odorantów w otoczeniu oczyszczalni (wyznaczono izolinie odpowiadające wartościom percentyla cod,98,1-hour = 3 i 5 ouE/m3 (zob. standardy zapachowej jakości powietrza).
Mało skuteczna dezodoryzacja gazów emitowanych z suszarni osadów może być przyczyną bardzo dużej uciążliwości, odczuwanej przez tysiące mieszkańców pobliskich osiedli mieszkaniowych, jeżeli lokalizacja obiektu nie była racjonalna (nie uwzględniono standardów zapachowej jakości powietrza na etapie wydawania pozwolenia na działalność). 
| Strefa oczyszczalni                                                                         | Stężenie zapachowe cod [ou/m³] |
| dopływ ścieków i oczyszczanie mechaniczne (zależnie od rodzaju ścieków i stanu kanalizacji) | 30–1000                        |
| oczyszczanie biologiczne                                                                    | 5–120                          |
| obróbka osadów                                                                              | 100–1000000                    |

Oszacowania emisji zapachowej z oczyszczalni ścieków są wykonywane również metodami pośrednimi, na podstawie ocen stężenia zapachowego w otoczeniu zakładu. Wykonywane są długofalowe pomiary całoroczne, we wszystkich sytuacjach meteorologicznych, występujących w skali roku (zobacz: róża wiatrów)), albo pomiary skrócone do kilku lub kilkunastu różnych sytuacji. W pierwszym przypadku ocenia się zapachową jakość powietrza w stałych punktach regularnej siatki pomiarowej, w drugim – w punktach leżących w „smudze zanieczyszczeń” (po stronie zawietrznej względem oczyszczalni). Modele rozprzestrzeniania się odorantów pozwalają określić jaka wartość emisji zapachowej odpowiada wartościom stężenia zapachowego, stwierdzonym w otoczeniu („odwrócone modelowanie rozprzestrzeniania się”).
Na podstawie wyników badań skróconych stwierdzono np. że zapachowa z zakładu oczyszczającego 12 000 m³ ścieków na dobę (bez oczyszczalni biologicznej, z komorą beztlenowej fermentacji osadów) wynosi ok. 30 000 ou/s, a wskaźnik emisji – ok. 216 000 ou/m³ ścieków lub ok. 250 ou/g usuwanego osadu. Wyznaczona wartość emisji pozwoliła określić częstość występowania w otoczeniu zakładu zapachu co najmniej rozpoznawalnego (% godzin roku).

## Prognozowanie zasięgu uciążliwości ponadnormatywnej
W celu określenia, czy w określonej odległości od zakładu zapachowa uciążliwość jest „ponadnormatywna” (może być uznana za akceptowalną), porównuje się obliczone wartości częstości występowania rozpoznawalnego zapachu z odpowiednimi standardami zapachowej jakości powietrza. W Polsce wydanie takich przepisów mieści się w zakresie kompetencji ministra ds. środowiska.